# Villar de Peralonso
Villar de Peralonso ist eine westspanische Gemeinde (municipio) in der Provinz Salamanca in der Autonomen Gemeinschaft Kastilien-León. 2024 hatte die Gemeinde 204 Einwohner. Zur Gemeinde gehören neben dem Hauptort Villar de Peralonso die Ortschaften Sardon de los Álamos und Sahelicejos.

## Lage
Villar de Peralonso liegt etwa 55 Kilometer westnordwestlich von Salamanca in einer Höhe von ca. 820 m.
Das Klima ist mäßig. Es fällt Regen in einer mittleren Menge (ca. 591 mm/Jahr).

## Bevölkerungsentwicklung
| Jahr      | 1900 | 1950 | 1960 | 1970 | 1981 | 1991 | 2001 | 2011 | 2021 |
| Einwohner | 867  | 758  | 928  | 689  | 448  | 354  | 340  | 273  | 212  |

## Sehenswürdigkeiten
- Kirche Mariä Himmelfahrt (Iglesia de Nuestra Señora de la Asunción)

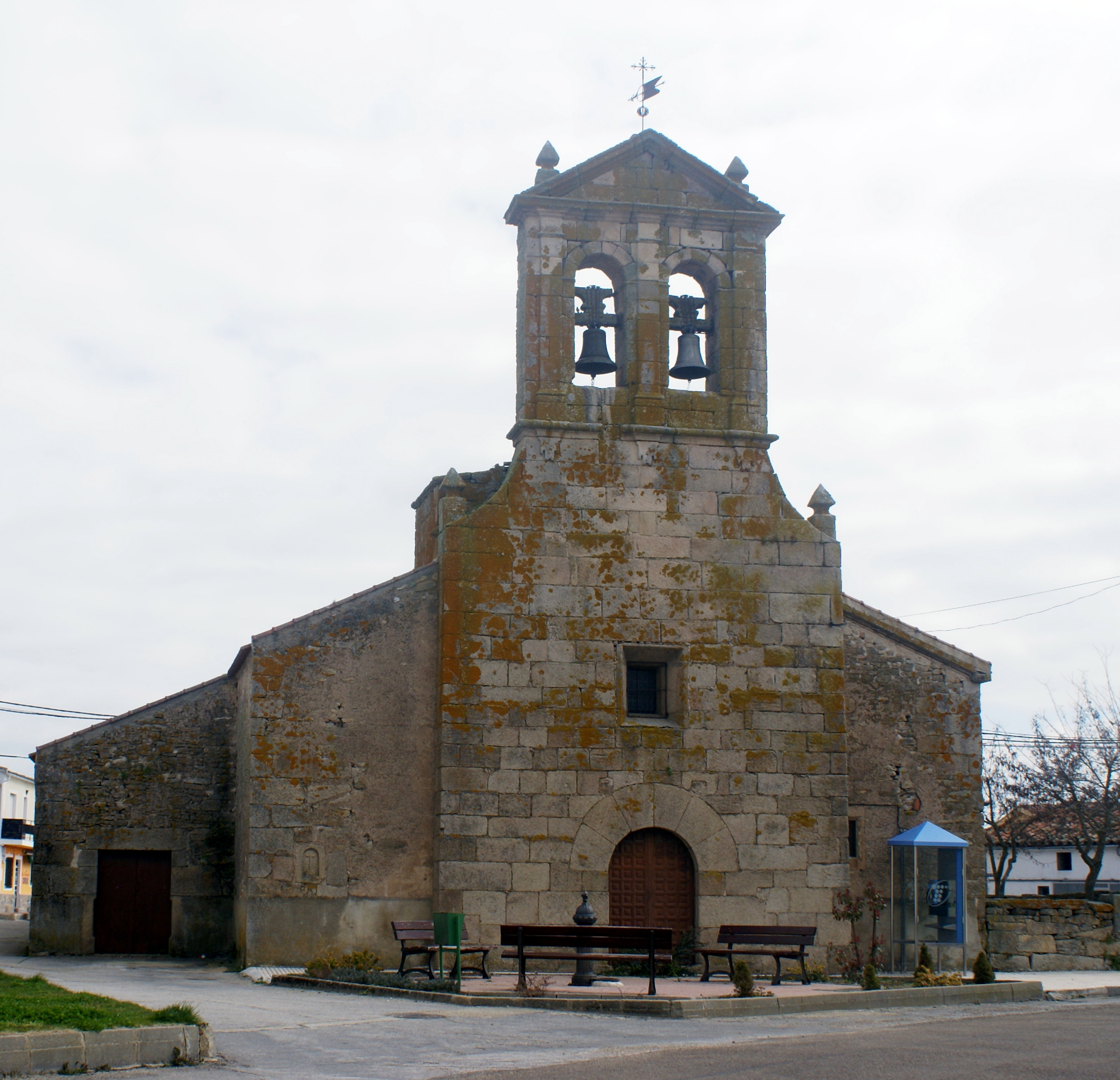
Kirche Mariä Himmelfahrt
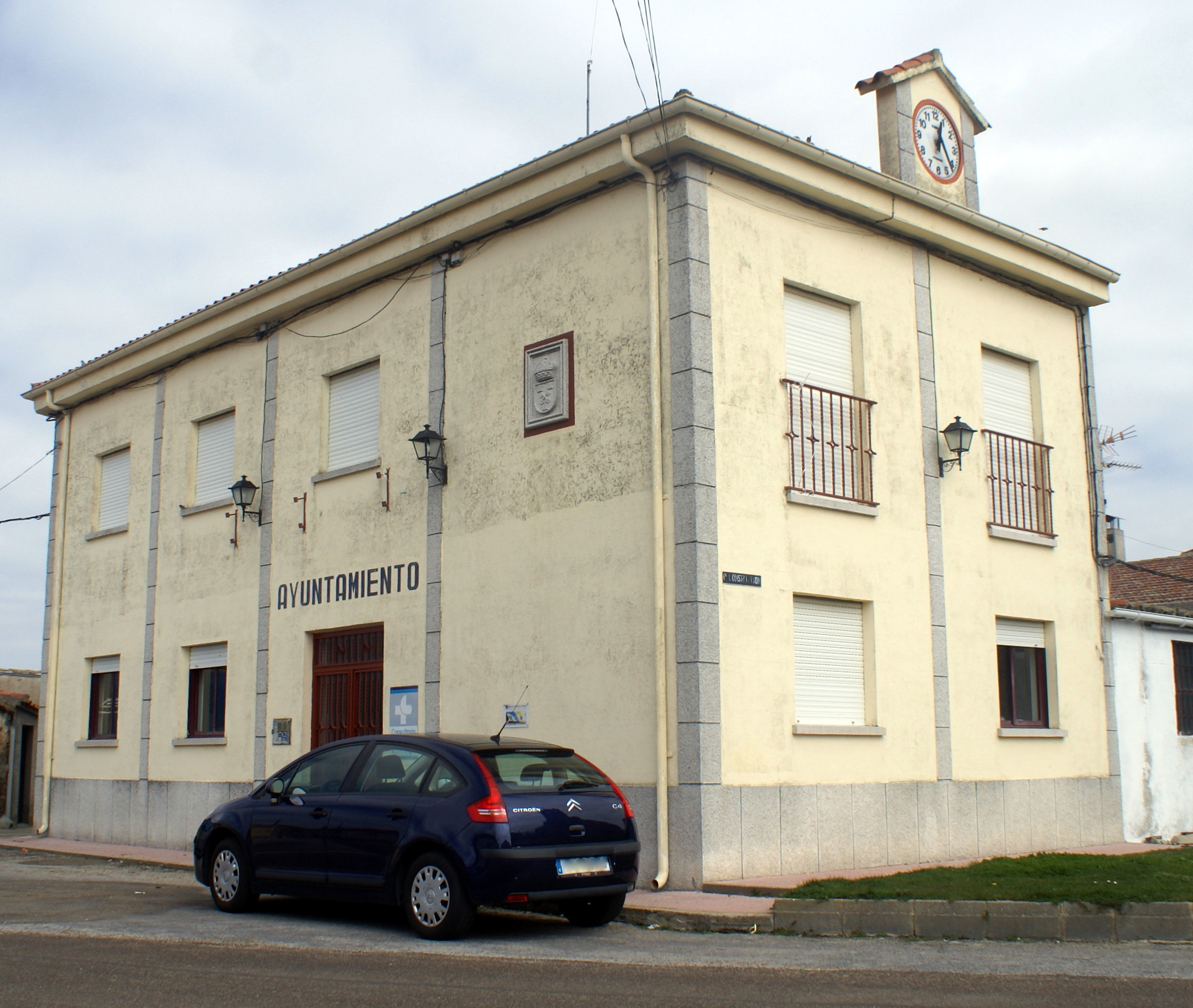
Rathaus